# 량칭구

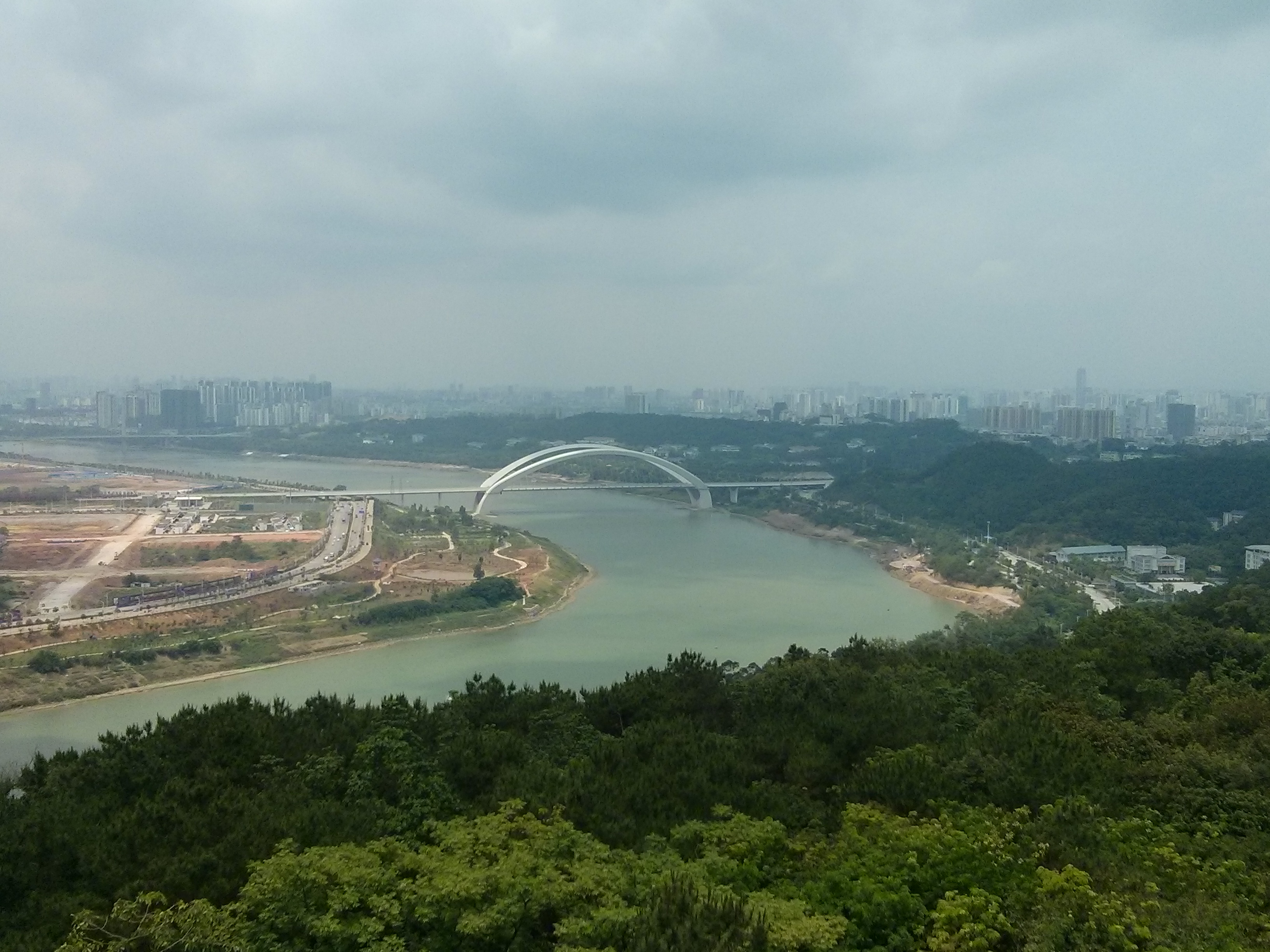

량칭구(한국어: 양경구, 중국어: 良庆区, 병음: Liángqìng Qū)는 중국 광시 좡족 자치구 난닝시의 현급 행정구역이다. 넓이는 1369km2이고, 인구는 2007년 기준으로 220,000명이다.

## 행정 구역
5개 진을 관할한다.
- 진: 良庆镇, 那马镇, 大塘镇, 南晓镇, 那陈镇.